# Viaggio di nozze (romanzo)
Viaggio di nozze (Voyage de noces, 1990) è il titolo del quindicesimo romanzo pubblicato dallo scrittore francese Patrick Modiano. Ha vinto il premio Relay nel 1990. Come alcuni titoli che lo hanno preceduto, è ambientato durante l'occupazione tedesca di Parigi (1940-1944). 
Viaggio di nozze è la storia di un incontro mancato, di un'indagine su di una donna conosciuta molto tempo prima, e nello stesso tempo una riflessione sulla propria vita. A Milano, nell'afa che opprime la città di ferragosto, una turista francese si suicida in una camera d'albergo. Jean, il narratore-protagonista, la conosceva. Si chiamava Ingrid Teyrsen. L'aveva incontrata in un mattino di un'altra estate, vent'anni prima, in viaggio di nozze in Costa Azzurra. Lei e il suo compagno Rigaud gli avevano offerto un passaggio in macchina e ospitalità. Jean decide di scoprire perché si è uccisa, andando alla ricerca anche del senso della propria vita.

## Trama
La narrazione è in prima persona. Il protagonista, Jean, ascolta in un bar la storia di una donna che si è suicidata tre giorni prima. Poco dopo, leggendo il trafiletto della notizia sul giornale, si rende conto di averla conosciuta e si rammarica di non averla potuta incontrare.  Più tardi ripercorre nella memoria i momenti del loro incontro, e va intanto alla ricerca di ogni elemento possibile della vita di lei, come se, ricomponendo il puzzle, potesse comprendere le ragioni del suicidio.  Per far questo, si allontana dagli amici e dalla moglie Annette, dei cui tradimenti è ben consapevole.  Anche se non sembra turbato dall'adulterio, e pare restare solo stupito dall'esistenza di un secondo amante della moglie (con cui lei tradisce il primo), prepara il distacco, annunciando la propria partenza per Rio e nascondendosi invece in alberghetti della periferia parigina. La moglie scopre l'inganno, e manda il secondo amante, un giovane amico di Jean, a pregarlo di ritornare, ma Jean si immerge sempre più nelle tracce della donna morta, andando a vivere dove lei ha passato gli ultimi tempi. Nel 1942, durante la guerra, Ingrid e il suo compagno Rigaud si erano rifugiati in Costa Azzurra per sfuggire alle persecuzioni antisemite, fingendosi una coppia in viaggio di nozze, e successivamente sposandosi effettivamente in chiesa; quindi avevano fatto ritorno a Parigi. Jean ritrova il loro appartamento, libero, e lo prende in affitto dal portinaio. Dei due giovani non si sa più nulla e il narratore vive il senso di vuoto che si ritrova alla fine di ogni vita: forse, in conclusione, tornerà da Annette.

## Analisi dei personaggi
Il racconto è costruito intorno alla relazione tra i protagonisti Rigaud e Ingrid. Tuttavia, intorno ad essi gravita una serie di personaggi relativamente importanti.
Jean, il narratore-protagonista è il marito di Annette. Esploratore, proiettava i documentari nella sala Pleyel e nei cinema di provincia; si accorge che per lui non c'erano più terre da esplorare, inizia a scrivere, così ricompone i frammenti delle vite spezzate di Ingrid e di Rigaud, abbandonandosi a un malinconico tuffo nel passato e nella nostalgia, con un itinerario che lo porta a vagare per Parigi, dalle periferie solitarie alle stradine del quartiere latino.
Ingrid Teyrsen, sedicenne nata a Vienna, moglie di Rigaud. È la donna francese che si è tolta la vita in quella camera d'albergo a Milano. Figlia di un austriaco, schedato come ebreo che lavorava nella clinica di Auteuil con il dottor Jougan. Faceva la comparsa nei Valzer viennesi al teatro di Châtelet. Era una donna che aveva molto paura della guerra, specialmente del coprifuoco della sei.
Rigaud, è un giovane di ventuno anni. È un personaggio fragile di cui non si sa praticamente nulla e che non vuole far sapere nulla di sé. Fa scorrere la propria vita in maniera passiva e disinteressata, vive nei giorni della guerra come se non ci fosse la guerra. Decide poi di sposare Ingrid per fargli avere una vera identità.
Annette è una donna di origine danese, modella, moglie del narratore-protagonista Jean e amante di Ben Smidane e Cavanaugh. Dopo la scomparsa di Jean ha continuato la sua vita come se niente fosse successo, continuando con la mondanità nella sua casa a Veròn.
Ben Smidane, esploratore, amante di Annette, che vuole dedicarsi alla ricerca dei relitti di navi affondate negli Oceani Indiano e Pacifico e che secondo Annette aveva un viso da pastore greco. Lui è andato alla ricerca di Jean su richiesta di Annette per trovare il suo nascondiglio e convincerlo a tornare a casa, facendo credere a Jean di essere solo un buon amico di Annette e di voler vedere la coppia di nuovo insieme.

## Costanti narrative
Così come in tutti i romanzi di Patrick Modiano, troviamo alcune costanti narrative ben definite: il tempo, lo spazio, la figura femminile e l'indagine interiore. L'incontro casuale, l'incontro con un personaggio femminile, la ricerca della sua identità, la sovrapposizione tra indagine sul personaggio e percorso indietro nel proprio passato.
In Viaggio di nozze il tempo si sovrappone continuamente, tanto che il lettore si sente totalmente immerso in questo flusso di pensieri e di immagini che si succedono e che vengono descritti in maniera dettagliata. Tutto sembra sospeso e attraversato da una dolce malinconia che tenta di penetrare nell'intimità di ogni personaggio, rimanendo però sempre in superficie. La narrazione poggia sui diversi tempi in cui il romanzo viene articolato: da una parte il tempo sembra non passare mai mentre talvolta sembra che esso trascorra anche troppo velocemente, cambiando da un capitolo all'altro.
Da un punto di vista spaziale invece, la vicenda prende forma nella camera dell'Hotel Dodds per poi snodarsi un po' per volta (come in tutte le opere di Modiano) nelle varie vie di Parigi minuziosamente indicate. Lo spazio è mutevole e assume un'importanza molto rilevante dato che suscita stupore nel lettore per via dei numerosi cambi di ambientazioni.
Una delle costanti preferite di Modiano è la donna. La figura femminile emerge attraverso un incontro con essa totalmente casuale: Ingrid infatti desterà scompiglio nell'esistenza di Rigaud al punto da provocare in lui tensioni e ripensamenti. è proprio attraverso questa figura femminile che si giunge ad un'altra costante narrativa, vale a dire quella dell'indagine interiore del protagonista Jean.
L'indagine interiore di Jean, nasce dall'incontro con Ingrid e lo porta all'improvviso a lasciare la moglie e il lavoro e sistemarsi in incognito in un albergo parigino, trascinato dall'impulso irrefrenabile a indagare su Ingrid e sulla sua vita. Il romanzo viene anche strutturato come una ricerca del protagonista teso a guardare la sua vita "all'indietro" nella speranza di poterla capire.

## Edizioni
- Patrick Modiano, Viaggio di nozze, Milano, Frassinelli, 1991.